# Jules Dupuit
Arsène Jules-Étienne Juvénal Dupuit (Fossano, 18 maggio 1804 – Parigi, 5 settembre 1866) è stato un ingegnere ed economista francese, legato alle teorie della scuola austriaca e difensore del laissez-faire.

## Biografia
Nato a Fossano, quando l'Italia era ancora sotto il controllo di Napoleone Bonaparte, si trasferì all'età di dieci anni con la sua famiglia in Francia, dove studiò a Versailles, vincendo anche un premio per il suo rendimento. Successivamente studiò all'École polytechnique, dove divenne un ingegnere civile molto importante. Nel 1843 ricevette la legion d'onore per il lavoro svolto sul sistema viario francese. Nella fine degli anni '40 supervisionò la costruzione della rete fognaria di Parigi. Morì nella capitale francese.
Scrisse diverse opere, le quali trattano sia temi ingegneristici che economici. Da un punto di vista economico le sue pubblicazioni era incentrate soprattutto sull'utilità marginale e su domanda e offerta. È famoso, oltre che per la difesa del libero mercato, anche per le diverse collaborazioni con periodici e riviste. Altri temi da lui trattati furono il monopolio e il sistema dei prezzi.
Dupuit è noto per il concetto di surplus del consumatore. Come ingegnere responsabile delle infrastrutture stradali, doveva fare una scelta fra le numerose richieste di ponti e strade da costruire. Se un pedaggio permette di finanziare i costi d'esercizio del ponte, l'investimento è redditizio e deve essere fatto. Tuttavia, Dupuit fa osservare che molti individui sono disposti a pagare molto di più per attraversare il ponte. Per sapere se il ponte deve essere costruito, bisogna prendere il prezzo massimo che gli individui sono disposti a pagare. La differenza fra questa somma e il pedaggio pagato rappresenta il surplus del consumatore.
Oltre ai temi economici Dupuit si occupò di diversi temi inerenti all'ingegneria, come, ad esempio, la pressione idrostatica. Proprio su questo argomento Dupuit creò la sua teoria, ancora oggi utilizzata, che prende il nome di legge di Dupuit.

## Opere
- Essais et expériences sur le tirage des voitures et sur le frottement de seconde espèce, 1837
- Considérations sur le frais d'entretien des routes, 1842
- Mémoire sur le tirage des voitures et sur le frottement de roulement, 1842
- On the Measurement of the Utility of Public Works, 1844
- Études théoritiques et pratiques sur le mouvement des eaux courantes, 1848
- De l'influence des peages sur l'utilite des voies de communication, 1849
- On Tolls and Transport Charges, 1849
- De la législation actuelle des voies de transport; nécessite d'une réforme basée sur des principes rationnels, 1849
- De l'impôt payé aux maîtres de poste par les entrepreneurs de voitures publiques, 1851
- Rapport sur le projet de loi sur la police du roulage, adapté par la commission instituée par arrêté du ministre des travaux publics en date du 20 avril 1849, 1852
- Péage, Ponts et chaussées, Voies de communication, Routes et chemis, Eau, 1852-3
- De l'utilité et de sa mesure: de l'utilité publique, 1853
- Du monopole des chemins de fer, 1853
- Traité théorique et pratique de la conduite et de le distribution des eaux, 1854
- Decintrement des arches de pont au moyen de verrins, 1856
- Titres scientifiques de M. J. Dupuit, 1857
- Des crises alimentaires et des moyens employés pour y remédier, 1859
- L'impôt du tabac progressif à rebours, 1859
- La liberté commerciale: Son principe et ses conséquences, 1860
- Effets de la liberté du commerce - lettre de M. Dupuit, 1860
- La liberté commerciale: Son principe et ses conséquences, 1861
- Du principe de propriété -- le juste -- l'utile, 1861
- Réponse à M. Dunoyer, 1861
- Études théoretiques et pratiques sur le mouvement des eaux dans les canaux découverts et à travers les terrains perméables, 1863
- Questions d'économie politique et de droit public par M. G. de Molinari, 1863
- Réglementation de la propriété souterraine et de l'industrie minérale, 1863
- L'économie politique est-elle une science ou n'est-elle qu'une étude?, 1863
- Response de M. Dupuit à M. Baudrillart, 1863
- Des causes qui influent sur la longueur de la vie moyenne des populations, 1865
- De la liberté de tester, 1865
- Traité de l'équilibre des routes et de la constructions des ponts en maçonnerie, 1870
- De l'utilité et de sa mesure: Écrits choisies et republiés par Mario de Bernardi, 1933